# Hussein al Iordaniei

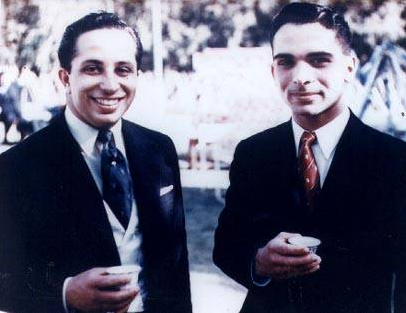
Faisal al II-lea al Irakului (stânga) și Hussein al Iordaniei (dreapta). Cei doi erau veri

Hussein bin Talal (în arabă حسين بن طلال, Ḥusayn bin Ṭalāl; n. 14 noiembrie 1935, Amman, Transiordania – d. 7 februarie 1999, Amman, Iordania) a fost al treilea rege al Iordaniei de la abdicarea tatălui său, regele Talal, în 1952, și până la moarte. Domnia lui Hussein s-a suprapus peste Războiul Rece și peste patru decenii de conflict arabo-israelian. El a fost al doilea șef de stat arab care a recunoscut statul Israel, în 1994.

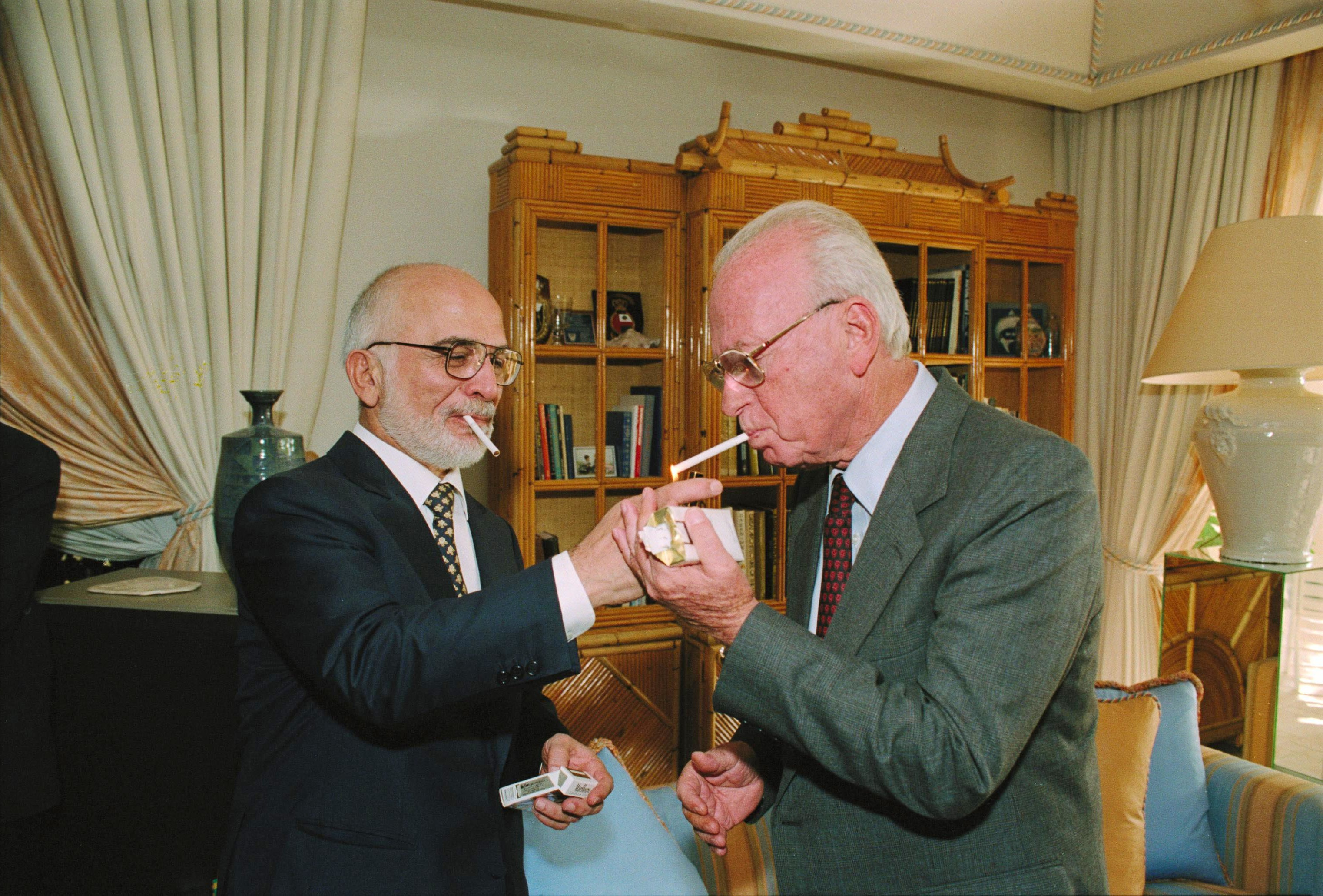
Regel Hussein (stânga) aprinzându-i țigara premierului israelian Ițhak Rabin (dreapta)

## Distincții
- Ordinul „Steaua Republicii Socialiste România” clasa I (29 ianuarie 1974)[11]